# 藤原師信
藤原師信（日语：／ Fujiwara no Moronobu，1041年—1094年1月28日）是日本平安時代中期至後期貴族，父親是正二位權大納言藤原經輔。官位為正四位上修理權大夫。

## 生涯
長久2年（1041年），師信作為藤原經輔的四子出生。寬治2年（1088年），由於堀河天皇行幸，師信獲升至正四位下。其後，他擔任丹後守。寬治3年（1089年），他以內藏頭身份列於賀茂臨時祭的文獻上。寬治6年（1092年），公卿會議期間，提及東方出現紅色的雲，師信稱自己曾經夢見這樣的景象。寬治7年（1093年），師信成為殿上人，並且兼任播磨守。同年2月，他獲任命為郁芳門院的院別當，獲評為「執行萬事」。其後，他升至正四位上，並且出任修理權大夫。寬治8年正月10日（1094年1月28日），師信由於糖尿病而死去，享年54歲。最終官位是正四位上行修理權大夫播磨守。
師信雖然未能晉升至從三位，位列公卿，但是其子藤原經忠和孫藤原忠能等，很多也成為公卿。另外，很多堂上家，例如坊門家、羽林家之一的水無瀨家、七條家、町尻家、櫻井家和山井家等均為師信的後裔。

## 系譜
- 父：藤原經輔（日语：藤原経輔）
- 母：藤原資業（日语：藤原資業）之女
- 妻：藤原賴宗之女
  - 男子：藤原公衡
- 妻：藤原良綱之女
  - 男子：藤原基信
- 妻：增秀之女（或增守[8]）
  - 男子：藤原經忠（日语：藤原経忠）
- 妻：不詳
  - 男子：春圓（或春國[7]）